# マリヤ・ウイェヴィッチ＝ガレトヴィッチ

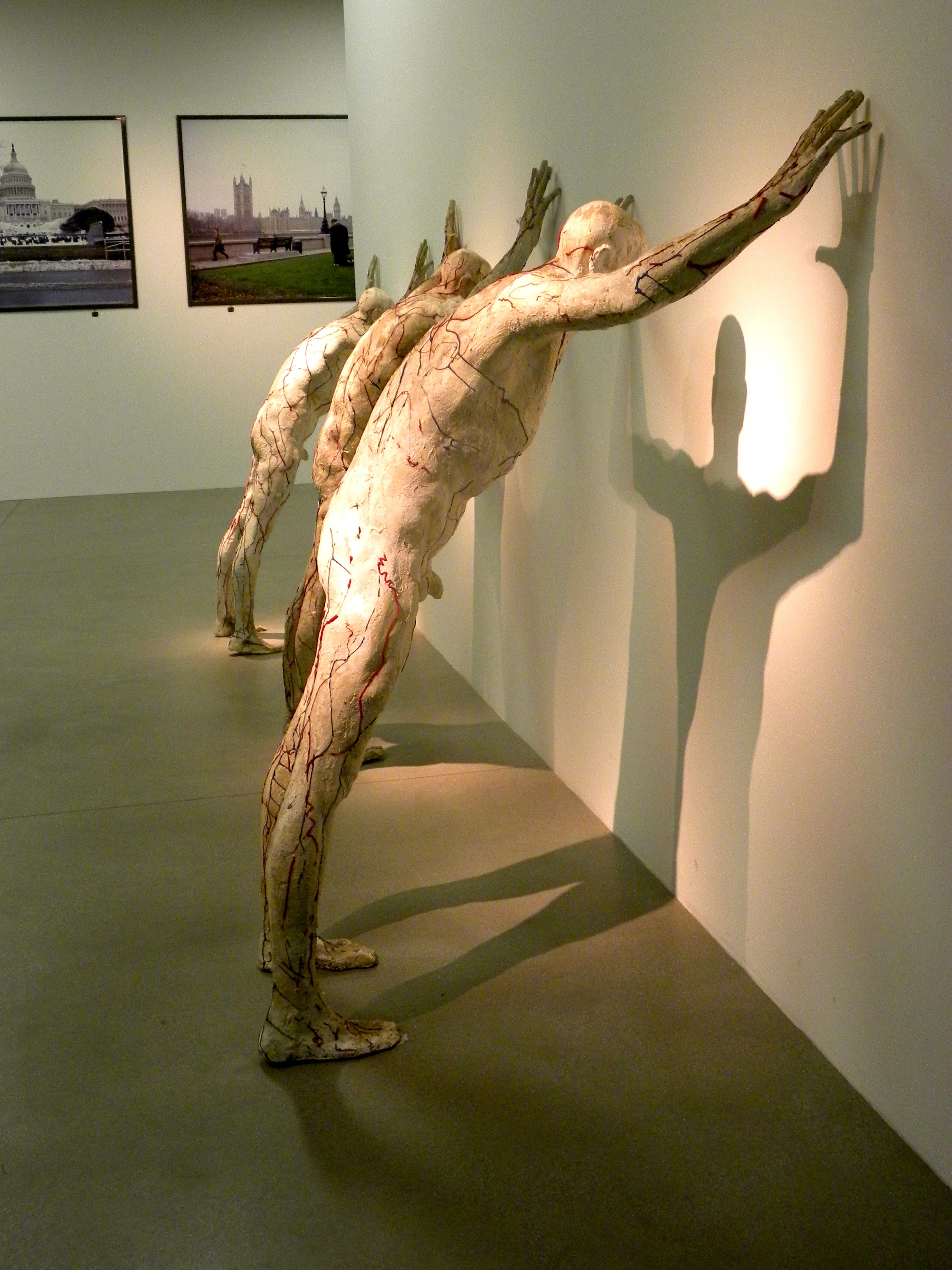
『Meta II』（1981年、ザグレブ現代美術館、撮影JasonParis）

マリヤ・ウイェヴィッチ＝ガレトヴィッチ（Marija Ujević-Galetović、1933年10月20日 - 2023年3月13日）とは、クロアチアの彫刻家、画家。ザグレブに住んでいた。

## 経歴
1933年、ザグレブの生まれ。ロンドンのセントラル・スクール・オブ・アート・アンド・デザイン（現在のセントラル・セント・マーチンズ）で彫刻を学ぶ。1987年からザグレブ美術アカデミーの教鞭をとり、1995年には教授に就任。クロアチア科学技術アカデミーのメンバーでもある。
ヴィロヴィティツァ、ブルサル、ザグレブ、マリヤ・ビストリツァ、シニ、スラヴォンスキ・ブロド、クルク島、ツレス島、リエカ、オシエク、ラビン、ヴィソコ、ビハチ、ノヴィ・サドの屋内・屋外に多数の彫刻。オシエクとザグレブのミロスラヴ・クルレジャ像、ザグレブのアウグスト・ シェノア像、ザグレブのサヴァ川堤防のランナー像、ツレス島のフランシスカス・パトリシウス像、オソルのヤコヴ・ゴトヴァツ像、ノヴィ・サドのジョヴァン・ステリヤ・ポポビッチ像なども有名。
クロアイア国内外で多数の個展を開く。具体的に挙げると、ザグレブのGallery Forum（1980年、1992年）、ドゥブロヴニクのGallery Sebastian（1981年）、ベオグラードのGallery Sebastian（1984年）、ヴェネツィアのEx Granai della Repubblica a Zitellelle（1991年）、ローマの在ローマ・フランス・アカデミー（1991年）、ザグレブのクロアチア芸術家協会HDLU（2005年）、ローマのクロアチア大使館（2009年）、ザグレブのGallery Močibob（2010年）など。

## 受賞
- Award for the Seljačka buna (Peasant Uprising) Monument Proposal (ザグレブ、1970).
- Award for the Kozara Monument Proposal (サラエヴォ、1971).
- First Prize for the August Cesarec Monument Proposal (ザグレブ、1973).
- Realization Award for the Miroslava Krleža monument.
- Zagreb Salon Award (ザグレブ、1982).
- Croatian Sculpture Triennial Award (ザグレブ、1986).
- Award for the August Šenoa Monument (ザグレブ、1987).
- City of Zagreb Award (ザグレブ、1989).
- Zagreb Salon Award (ザグレブ、1990).

## ギャラリー

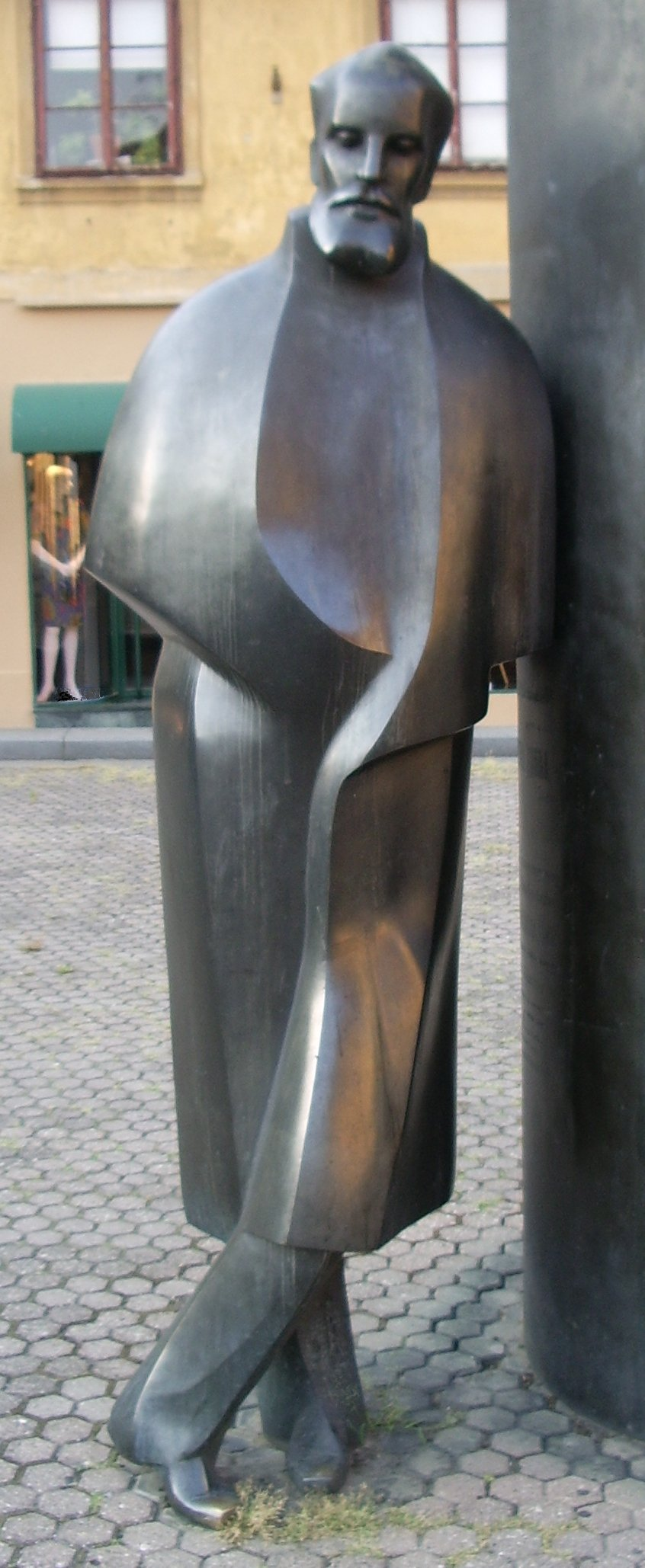
アウグスト・ シェノア像（ザグレブ、撮影SpeedyGonsales）
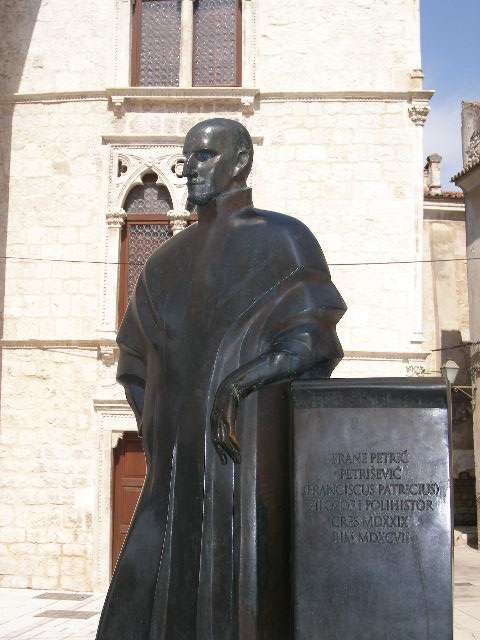
フランシスカス・パトリシウス像（ツレス島、撮影Alexandre Albore）
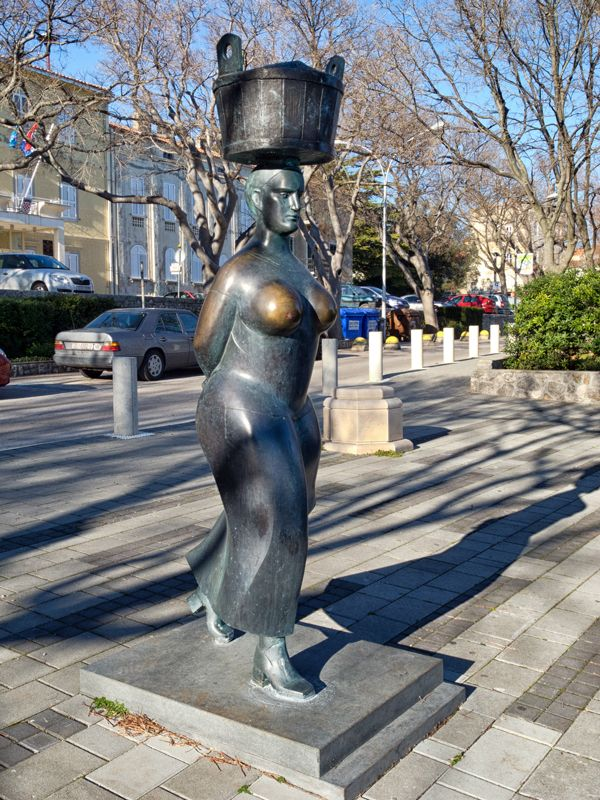
『Pralja』（クルク島、撮影Roberta F.）
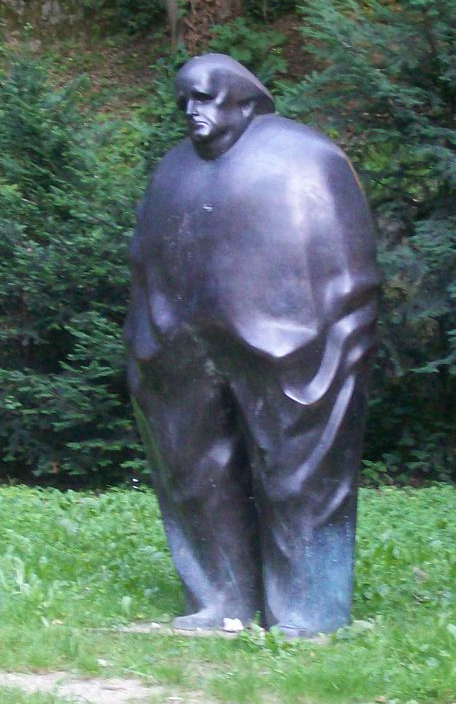
ミロスラヴ・クルレジャ像（ザグレブ、撮影Suradnik13）